# NGC 217
NGC 217 je galaksija u zviježđu Kit.

## Vanjske poveznice
- SEDS: NGC 0217